# Croix de village de Saint-Romain-de-Colbosc
La croix de village de Saint-Romain-de-Colbosc est un monument situé à Saint-Romain-de-Colbosc, en Normandie.

## Localisation
La croix est située dans le jardin de l'église.

## Historique
La croix est datée de 1528 et est édifiée dans le cimetière de l'église de Grosmesnil.
Elle est transférée dans celui de Saint-Romain.
Le monument est classé au titre des monuments historiques depuis le 1er décembre 1913.

## Description
La croix est en pierre.
La croix présente sur une des faces la Vierge et sur l'autre face le Christ, une procession est figurée. Le sommet de la croix n'est pas en place car en restauration.